# Селіште (Клуж)
Селіште (рум. Săliște) — село у повіті Клуж в Румунії. Входить до складу комуни Чуріла.
Село розташоване на відстані 314 км на північний захід від Бухареста, 14 км на південь від Клуж-Напоки.

## Населення
За даними перепису населення 2002 року у селі проживали 118 осіб, з них 116 осіб (98,3%) румунів. Усі жителі села рідною мовою назвали румунську.